# Koninkrijk Westfalen
Het koninkrijk Westfalen (Duits: Königreich Westphalen) was een Franse vazalstaat in Duitsland die de Franse keizer Napoleon I na de Vrede van Tilsit in 1807 schiep voor zijn broer Jérôme Bonaparte (Hieronymus Napoleon). De staat was te vergelijken met het naburige koninkrijk Holland, waar Napoleon zijn broer Lodewijk op de troon zette.
Op 18 augustus 1807 bepaalde Napoleon per decreet dat het koninkrijk werd gevormd uit de volgende gebieden:
- Het hertogdom Brunswijk
- Het keurvorstendom Hessen (inclusief het Hessische deel van het graafschap Schaumburg, maar zonder het graafschap Hanau en het graafschap Neder-Katzenelnbogen.
- De door Pruisen in de vrede van Tilsit afgestane gebieden (Altmark, hertogdom Maagdenburg met Halle, voormalig prinsbisdom Hildesheim, voormalige rijksstad Goslar, vorstendom Halberstadt, graafschap Hohnstein, voormalige Abdij van Quedlinburg, Pruisische deel van het graafschap Mansfeld, graafschap Stolberg-Wernigerode, voormalige Keurmainzische Eichsfeld met het aandeel in Treffurt, voormalige rijksstad Mühlhausen, voormalige rijksstad Nordhausen, voormalig prinsbisdom Paderborn, vorstendom Minden, graafschap Ravensberg).
- Een deel van het keurvorstendom Hannover (vorstendom Göttingen, vorstendom Grubenhagen, graafschap Hohnstein met Elbingerode, de Harzdistricten, het voormalige prinsbisdom Osnabrück).
- De voormalige Abdij van Corvey (sinds 1803 in bezit van de prins van Oranje, de latere koning Willem I)
- Het graafschap Rietberg

In 1808 staat de koning van Saksen de volgende gebieden aan het koninkrijk Westfalen af:
- Het ambt Gommern, het graafschap Barby, het ambt Walternienburg, Holzmark a.d. Albrißbach, het Saksische deel van het graafschap Mansfeld en het Saksische aandeel in Treffurt en Dorla.

Op 14 januari 1810 wordt de rest van het keurvorstendom Hannover toegevoegd: het hertogdom Bremen, het land Hadeln, het vorstendom Verden, het vorstendom Lüneburg, het graafschap Hoya, het hertogdom Lauenburg en het vorstendom Calenberg.
Westfalen moest een napoleontische modelstaat worden die zou uitblinken door modern bestuur en justitie. De rechtspraak door de landheer en de lijfeigenschap werden afgeschaft, de vrijheid van uitoefening van een ambacht en de Code Civil ingevoerd. Het bestuur van het koninkrijk was een voorbeeld voor de andere Rijnbondstaten en koning Jérôme was bij het volk een tijd lang zeer populair. Toen Westfalen steeds meer ging lijden onder de aanhoudende oorlogen en boerenzoons met dwang werden ingelijfd in het leger kwam het tot onlusten.
De door Hieronymus Napoleon ingezette hervormingen konden slechts ten dele succes hebben daar het land door de napoleontische oorlogen (Westfalen moest de Rijnbond een contingent van 25.000 man ter beschikking stellen) economisch werd geruïneerd.
Hieronymus Napoleon stichtte een ridderorde, de Orde van de Kroon van Westphalen die de commanderijen van de oude Orde van Malta overnam.
Op 10 december 1810 of op 10 mei 1811 moest het koninkrijk de volgende gebieden aan het keizerrijk Frankrijk afstaan: het voormalige hertogdom Lauenburg, het voormalige land Hadeln, het voormalige hertogdom Bremen, het voormalige graafschap Diepholz, het voormalige graafschap Hoya en een deel van het voormalige vorstendom Lüneburg. Na de Volkerenslag bij Leipzig van 1813 werd het koninkrijk opgeheven en de oude territoria hersteld. Jérôme vertrok naar Oostenrijk.

## Bestuurlijke indeling
| departement | hoofdstad     | districten                                       | opmerkingen                               |
| ----------- | ------------- | ------------------------------------------------ | ----------------------------------------- |
| Elbe        | Maagdenburg   | Maagdenburg, Neuhaldensleben, Stendal, Salzwedel | 1810 Salzwedel aan Neder-Elbe departement |
| Fulda       | Kassel        | Kassel, Höxter, Paderborn                        |                                           |
| Harz        | Heiligenstadt | Heiligenstadt, Duderstadt, Osterode, Nordhausen  |                                           |
| Leine       | Göttingen     | Göttingen, Einbeck                               |                                           |
| Ocker       | Brunswijk     | Brunswijk, Helmstedt, Hildesheim, Goslar         |                                           |
| Saale       | Halberstadt   | Halberstadt, Blankenburg, Halle                  |                                           |
| Werra       | Marburg       | Marburg, Hersfeld, Eschwege                      |                                           |
| Wezer       | Osnabrück     | Osnabrück, Minden, Bielefeld, Rinteln            | 1810 Rinteln aan Aller departement        |
| Noord       | Stade         | Stade, Bremervörde, Verden                       |                                           |
| Neder-Elbe  | Lüneburg      | Lüneburg, Harburg, Salzwedel                     |                                           |
| Aller       | Hannover      | Hannover, Celle, Nienburg                        |                                           |